# Towarzystwo Biblioteki Słuchaczów Prawa Uniwersytetu Jagiellońskiego
Towarzystwo Biblioteki Słuchaczów Prawa Uniwersytetu Jagiellońskiego (TBSP, TBSP UJ) – studencka organizacja naukowa skupiająca studentów Wydziału Prawa i Administracji Uniwersytetu Jagiellońskiego w Krakowie działająca od 1851 roku. Do roku 2014 działało jako koło naukowe, a w dniu 7 stycznia 2014 przekształciło się w radę kół naukowych. Zrzesza 31 kół naukowych zajmujące się różnymi dziedzinami prawa.

## Historia

### XIX–XX w.
TBSP UJ powstało w dniach 19 czerwca – 1 lipca 1851 roku. Od początku zajmowało się działalnością biblioteczną i samokształceniową. Celem było zorganizowanie i wyposażenie niezależnej biblioteki prawniczej dla polskich studentów prawa na zgermanizowanym Uniwersytecie Jagiellońskim przed nastaniem Autonomii galicyjskiej.
Działalność była prowadzona dzięki składkom członkowskim oraz donacjom profesorów. Księgozbiór systematycznie się rozrastał, znalazły się w nim także pozycje z XVII i XVIII wieku. Poszerzało się również pole działalności. W latach 90. XIX wieku Towarzystwo zaczęło organizować konkursy naukowe, krasomówcze, odczyty i zjazdy naukowe. Aktywnie uczestniczyło w patriotycznych inicjatywach w Galicji. Później zajęło się również działalnością wydawniczą, głównie powielając skrypty.
W latach 1914–1915, gdy zamknięto Uniwersytet Jagielloński, TBSP nie przestało funkcjonować – na ten czas przeniosło swą siedzibę do Wiednia.
W latach międzywojennych Towarzystwo przeżywało swój rozkwit. W 1928 roku dzięki zapisowi swego długoletniego Kuratora, prof. Edmunda Krzymuskiego, TBSP stało się właścicielem kamienicy przy ul. Jabłonowskich 5 w Krakowie.
W czasie II wojny światowej Towarzystwo włączyło się w akcję tajnego nauczania, udostępniając w tym celu swój księgozbiór, tj. tę jego część którą ocalono przed zarekwirowaniem.

### Po II wojnie światowej
Po wojnie TBSP początkowo rozwijało swą działalność, rewindykowano kamienicę i księgozbiór. W roku 1950 formalnie zlikwidowano TBSP, na kilka miesięcy przed planowanym obchodem stulecia Towarzystwa. Budynek przejął Uniwersytet, księgozbiór – Biblioteka Jagiellońska, a powielarnię skryptów zlikwidowano. Jednak tradycje TBSP nieformalnie kontynuowały działające koła naukowe karnistów i historyków prawa.
W roku 1957 TBSP oficjalnie reaktywowano. Podjęto częściowo skuteczne starania o odzyskanie księgozbioru. Od tej chwili TBSP nie było samodzielnym bytem prawnym, ale jednostką organizacyjną Uniwersytetu Jagiellońskiego.
7 stycznia 2014 roku walne zebranie TBSP uchwaliło przekształcenie koła w federację niezależnych kół naukowych o nazwie Towarzystwo Biblioteki Słuchaczów Prawa Rada Kół Naukowych Wydziału Prawa i Administracji Uniwersytetu Jagiellońskiego (TBSP RKN UJ). Od tego czasu sekcje przekształciły się w autonomiczne koła naukowe afiliowane przy katedrach i innych jednostkach Wydziału Prawa i Administracji Uniwersytetu Jagiellońskiego.

### Byli Członkowie
Członkami TBSP UJ byli m.in.: Fryderyk Zoll (senior), Zygmunt Gebethner, Władysław Abraham, Juliusz Leo, Stanisław Estreicher, Bronisław Krzyżanowski, Zygmunt Lisowski, Kazimierz Zaczek, Wiktor Medwecki, Władysław Wolter, Stefan Grzybowski, Wojciech Maria Bartel, Wiesław Lang, Andrzej Zoll, Józef Skwierawski, Ryszard Markiewicz, Tomasz Gizbert – Studnicki, Jerzy Malec, Andrzej Szumański, Andrzej Kremer, Bogusław Chrabota, Jarosław Majewski, Fryderyk Zoll (ur. 1970).

## Kuratorzy TBSP UJ[2]
- prof. dr Julian Dunajewski (1851–1863)
- prof. dr Fryderyk Zoll (senior) (1863–1876)
- prof. dr Maksymilian Zatorski (1876–1886)
- prof. dr Maurycy Fierich (1886–1889)
- prof. dr Lotar Dargun (1889–1892)
- prof. dr Edmund Krzymuski (1892–1928)
- prof. dr Kazimierz Władysław Kumaniecki (1928–1934)
- prof. dr Jerzy Lande (1934)
- prof. dr Władysław Wolter (1934–1939)
- prof. dr Władysław Wolter (1945–1947)
- prof. dr Jerzy Langrod (1947–1948)
- prof. dr Michał Patkaniowski (1948–1950)
- prof. dr Władysław Wolter (1957–1967)
- prof. dr Konstanty Grzybowski (1967–1970)
- prof. dr Stanisław Włodyka (1970–1994)
- 1994–2000 vacat (nieformalną opiekę sprawował prof. dr hab. Janusz Sondel)
- prof. dr hab. Andrzej Zoll (2000–2012)
- prof. dr hab. Tomasz Gizbert-Studnicki (2012–2016)
- prof. dr hab. Janina Błachut[1] (2016–2019)
- prof. dr hab. Andrzej Szumański (2019–2022)
- prof. dr hab. Monika Florczak-Wątor (2022–2024)
- prof. dr hab. Wojciech Jakimowicz (od 2024)

## Bibliotekarze TBSP UJ (od 1852 do 1898) i Prezesi (od 1898[2])
- Ludwik Myszkowski (1852–1855)
- Maksymilian Zatorski (1856–1858)
- Apolinary Przyłęcki (1858–1859)
- Witold Bochenek (1859–1863)
- Stanisław Demianowski (1868–1869)
- Wincenty Tarłowski (1869–1871)
- Jan Propper (1871–1872)
- Antoni Stawarski (1873–1875)
- Wilhelm Dadlez (1875–1877)
- Józef Stawski (1877–1878)
- Walenty Mikrot (1878–1879)
- Władysław Chmielowski (1879–1880)
- Andrzej Wcisło (1880–1881)
- Władysław Abraham (1881–1882)
- Juliusz Leo (1882–1883)
- Franciszek Kulczyński (1883–1884)
- Juwenal A. Rozwadowski (1884–1885)
- Ignacy Rosner (1885–1886)
- Ludwik Grzybowski (1887)
- Marcin Feintuch (1887–1888)
- Stanisław Estreicher (1888–1889)
- Wacław Bartynowski (1889–1890)
- Władysław Patkiewicz (1890–1891)
- Mieczysław Łachecki (1891–1893)
- Marian Lang (1894–1895)
- Władysław Dworak (1895–1896)
- Jan Baczkiewicz (1896–1897)
- Tadeusz Polak (1897–1899)
- Bronisław Krzyżanowski (1899–1900)
- Zygmunt Lisowski (1900–1901)
- Władysław Smolarski (1901–1902)
- Tadeusz Spiss (1902–1904)
- Kazimierz Zaczek (1904–1905)
- Franciszek Bahr (1905–1906)
- Henryk Pawlikowski (1906–1909)
- Wiesław Stalony–Dobrzański (1909–1912)
- Adam Zagórski (1914)
- Wiktor Medwecki (1914–1915)
- Paweł Szybiak (1919–1920)
- Władysław Wolter (1920–1922)
- Mieczysław Wyderka (1922–1923)
- Stefan Grzybowski (1923–1924)
- Tadeusz Plich (1924–1925)
- Tadeusz Romer (1925–1926)
- Tadeusz Sikora (1926–1928)
- Stefan Surzycki (1929–1930)
- Juliusz Wisłocki (1930–1931)
- Bohdan Tabiński (1931–1933)
- Mieczysław Pruszyński (1933)
- Mieczysław Wojtaszewski (1933–1934)
- Władysław Jarosz (1934)
- Ignacy Kleszczyński (1934–1935)
- Stanisław Lisocki (1935–1936)
- Edward Muller (1936)
- Stanisław Sikora (1936–1937)
- Tadeusz Rzepecki (1937–1938)
- Marian Buszek (1938)
- Stefan Michoński (1938–1939)
- Andrzej Łuczko (p.o.) (1939)
- Józef Trojanowski (1939–1945)
- Józef Skąpski (1945)
- Andrzej Miączyński (1946)
- Józef Skąpski (1946–1947)
- Wojciech Maria Bartel (1947–1949)
- Jan Sygulski (1949)
- Adolf Tatarczuch (p.o.) (1949)
- Wiesław Lang (1949–1950)
- Zbigniew Waydowicz (1951)
- Tadeusz Bojarski (1957)
- Jan Vetulani (1958–1960)
- Andrzej Zoll (1960–1963)
- Józef Skwierawski (1963–1967)
- Ryszard Markiewicz (1967–1969)
- Tomasz Gizbert-Studnicki (1969–1970)
- Leokadia Sacha (1970–1971)
- Jerzy Malec (1971–1972)
- Urszula Pająk (1972–1973)
- Franciszek Kuczmiński (1973–1974)
- Marek Starowicz (1974)
- Piotr Zimny (1974–1975)
- Krzysztof Borodej (1975)
- Bogusław Filar (1975–1976)
- Janusz Sroka (1976–1977)
- Aleksander Głazek (1977–1978)
- Andrzej Pacholski (1978–1979)
- Andrzej Szumański (1979–1981)
- Mariusz Gózd (1981–1982)
- Andrzej Kremer (1982–1983)
- Krzysztof Buliński (1983–1984)
- Mariusz Pasek (1984–1986)
- Bogusław Chrabota (1986–1987)
- Piotr Czarny (1987–1988)
- Wiesław Łatała (1988–1989)
- Jarosław Majewski (1989–1990)
- Fryderyk Zoll (1990)
- Paweł Podrecki (p.o.) (1990–1991)
- Andrzej Żelazowski (1991–1993)
- Filip Fedorowicz (1993–1994)
- Marcin Spyra (p.o.) (1994–1996)
- Robert Pabis (1997–1998)
- Tatiana Tobolewicz (1998–1999)
- Michał Jaworski (1999)
- Marcin Krzemiński (1999–2001)
- Jan Halberda (2001–2002)
- Marcin Wystrychowski (2002–2003)
- Dominik Kokoszka (2003–2004)
- Marcin Wujczyk (2006–2007)
- Maciej Dragoń (2007–2008)
- Joanna Belowska (2015–2016)
- Kamila Specka (2016–2018)
- Tomasz Pruszczyński (2018–2019)
- Kamil Prokopowicz (2019–2021)
- Michał Zajda (2021–2022)
- Kamila Katzig (2022–2023)
- Łukasz Dziedzic (2023–2024)
- Karol Kozanecki (2024-2025)
- Mikołaj Napieralski (od 2025)

## Struktura

### Władze
Najwyższym organem Towarzystwa jest Zarząd TBSP UJ składający się z Prezydium oraz Przewodniczących Kół Naukowych.
W skład Prezydium wchodzą: Prezes, I Wiceprezes, Wiceprezes ds. finansowych, Wiceprezes ds.organizacyjnych, Wiceprezes ds. wydawniczych.
Organem sądowniczym i kontrolnym Towarzystwa jest Sąd TBSP UJ . W jego skład wchodzi 3 sędziów, którzy odpowiadają za prawidłowy przebieg procedur wyborczych i przestrzeganie aktów prawa wewnętrznego TBSP UJ.

### Koła Naukowe
W TBSP UJ zrzeszone są 31 kół naukowe (stan na 24 kwietnia 2025).

### Członkowie
Członkami TBSP UJ mogą być studenci prawa, administracji oraz prawa własności intelektualnej i nowych mediów studiujący na Uniwersytecie Jagiellońskim.

## Siedziba
- 1851–1890 – przedpokój w Collegium Iuridicum (ul. Grodzka 53)
- 1890–1903 – sala nr 35 w Collegium Novum (ul. Gołębia 24)
- 1903–1925 – sala w Collegium Nowodworskiego (ul. św. Anny)
- 1914–1915 – mieszkanie Wiktora Medweckiego w Wiedniu
- 1925–1928 – sala w kamienicy na ul. Grodzkiej 20
- 1928–1939 – kamienica po prof. dr Edmundzie Krzymuskim (ul. Jabłonowskich 5)
- 1945 – sala w DS „Żaczek” przy al. 3 Maja
- 1945–1950 – kamienica po prof. dr Edmundzie Krzymuskim (ul. Jabłonowskich 5)
- od 1957 – 2 sale w Collegium Wróblewskiego (ul. Olszewskiego 2)
- 2003 – sala 303 przy ul. Krupniczej 2
- 2003–2012 – sala numer 302 w Pałacu Larischa (ul. Brackiej 12)
- od 2012 – ul. Straszewskiego 25/9

## Działalność wydawnicza
Towarzystwo Biblioteki Słuchaczów Prawa UJ prowadzi działalność wydawniczą i współpracuje z innymi wydawnictwami prawniczymi. Wydawało Zeszyty Prawnicze TBSP UJ (wcześniej Studenckie Zeszyty Prawnicze TBSP UJ) (od 1998 r.). Od 2008 r. wydaje Internetowy Przegląd Prawniczy.